# Monteleone di Spoleto
Monteleone di Spoleto é uma comuna italiana da região da Úmbria, província de Perúgia, com cerca de 682 habitantes. Estende-se por uma área de 61 km², tendo uma densidade populacional de 11 hab/km². Faz fronteira com Cássia, Ferentillo (TR), Leonessa (RI), Poggiodomo, Sant'Anatolia di Narco, Scheggino.

## Demografia
| Variação demográfica do município entre 1861 e 2011                               |
|                                                                                   |
| Fonte: Istituto Nazionale di Statistica (ISTAT) - Elaboração gráfica da Wikipedia |